# 埃蒙斯菌属
埃蒙斯菌属（学名：Emmonsia）是存在于土壤中一类兼性腐生真菌， 他们既能在死亡或腐烂的动植物中腐生，也能在活细胞中寄生。早期鉴定三个种：小球埃蒙斯菌（Emmonsia parva）、肥大埃蒙斯菌（Emmonsia crescens）和粘贴埃蒙斯菌（Emmonsia pasteuriana），但近期系统发生学分析将小球埃蒙斯菌归类在芽生孢子菌属，粘贴埃蒙斯菌则归入新建的新埃蒙斯菌属，因此本属目前仅包括2个种。 由于可以寄生的方式在活细胞中生长，这类真菌可导致动物与人类的非复制孢子肺病（Adiaspiromycosis）
肥大埃蒙斯菌产生游离孢子（直径～2 微米）并弥漫到空气中。一旦被人类或动物吸入肺部，在人体体温下这些孢子迅速长大，直径高达700 微米形成所谓的非复制孢子（adiaspore）。 严重的病人可因呼吸衰竭而死亡。病变多局限在肺部，少数也可播散到肺部以外，导致播散性真菌病。
以前报到的非复制孢子肺病不都是埃蒙斯菌引起的，有些病例是金孢子菌属导致的。
近年来，新的埃蒙斯菌属不断被发现，这些真菌与经典埃蒙斯菌属不同，它们似乎不形成非复制孢子，而是从肺部扩散到全身多个部位，导致急性播散性真菌病。或机会性感染。这些新发现的埃蒙斯菌在种系发生学上被归类为新埃蒙斯菌属（Emergomyces，意思为”新发现“）。
小球埃蒙斯菌由美国真菌学家埃蒙斯（Chester W. Emmons）于1942年首次报道 ，1958年以他的名字命名。最近的多位点序列分型（Multilocus sequence typing, MLST）分析显示该属真菌并非单种系的，未来是否保留该属的名称还不确定。

## 下属物种
本属包括以下物种：
- 肥大埃蒙斯菌 Emmonsia crescens
- 土壤埃蒙斯菌 Emmonsia soli Y.P.Jiang, Borman & de Hoog